# Abilene Christian Wildcats

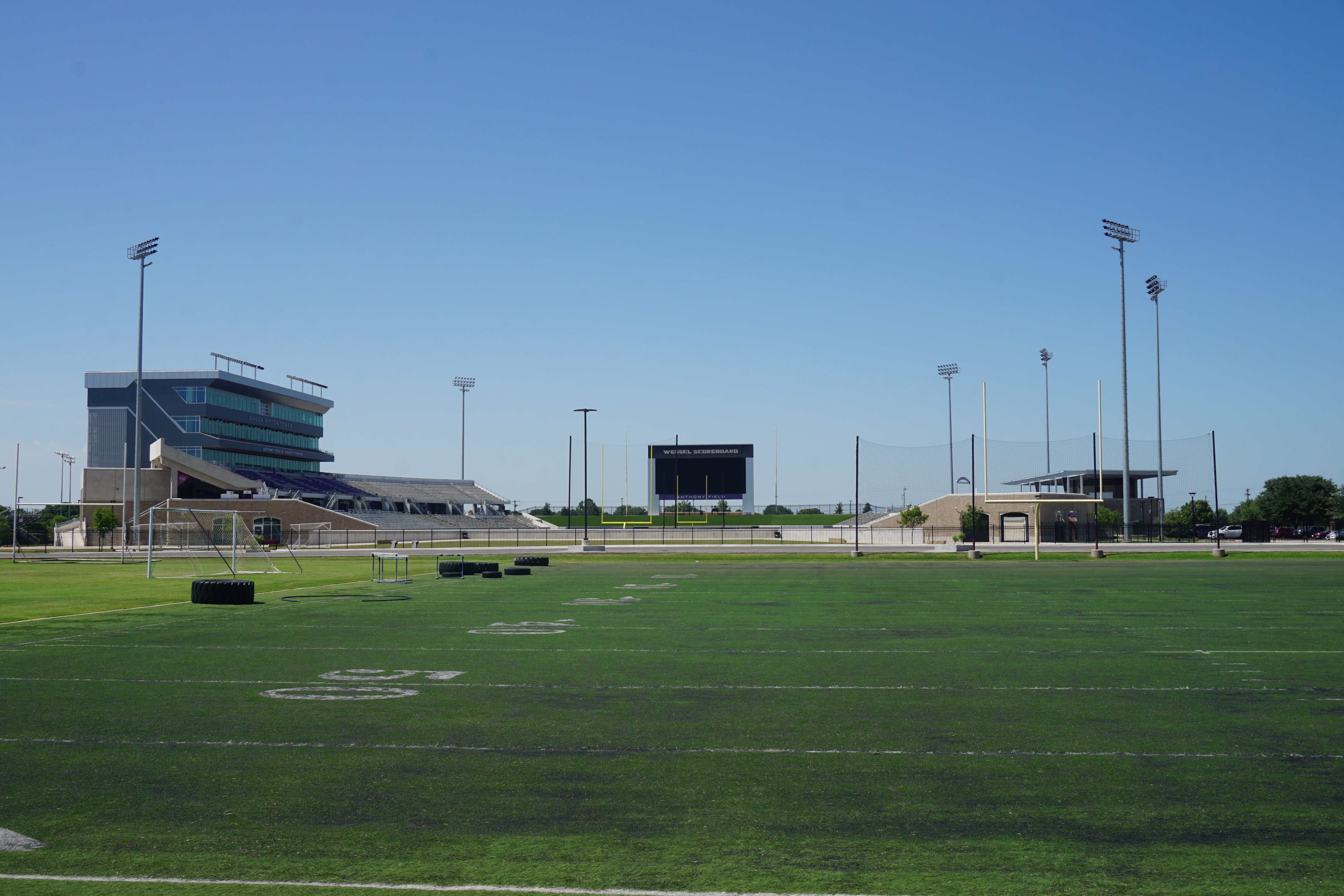
Anthony Field at Wildcat Stadium.

Abilene Christian Wildcats (español: los Gatos Monteses de la Universidad Cristiana de Abilene) es el nombre de los equipos deportivos de la Universidad Cristiana de Abilene, situada en Abilene, Texas. Los equipos de los Wildcats participan en las competiciones universitarias organizadas por la NCAA, y forman parte de la Western Athletic Conference desde 1 de julio de 2021. A partir de 2023, el equipo de fútbol americano competirá en la recién formada United Athletic Conference (UAC). La UAC es una fusión de las ligas de fútbol americano de la WAC y la ASUN Conference.

## Programa deportivo
Los Wildcats compiten en 8 deportes masculinos y en 9 femeninos:
| - Masculino - Atletismo al aire libre - Atletismo cubierta - Baloncesto - Béisbol - Cross - Fútbol americano - Golf - Tenis | - Femenino - Atletismo al aire libre - Atletismo cubierta - Baloncesto - Cross - Fútbol - Sóftbol - Tenis - Voleibol cubierta - Voleibol de playa |

## Campeonatos
- Fútbol americano (2) (NAIA Division I: 1977, 1973)
- Cross masculino (2) (NCAA División II: 2006, 2007)
- Golf masculino (1) (NCAA División II: 1993)
- Atletismo en pista cubierta masculino (14) (NCAA División II: 1988, 1993, 1994, 1996, 1997, 1998, 1999, 2000, 2003, 2002, 2004, 2005, 2011); NAIA (1978)
- Atletismo en pista cubierta femenino (12) (NCAA División II: 1988, 1989, 1990, 1991, 1993, 1994, 1995, 1996, 1997, 1998, 1999, 2000)
- Atletismo al aire libre masculino (14) (NCAA División II: 1982, 1983, 1984, 1985, 1986, 1987, 1988, 1996, 1997, 2000, 2002, 2003, 2004, 2005, 2006, 2007, 2008) NAIA: (1952, 1954, 1955, 1982)
- Atletismo al aire libre femenino (10) (NCAA Division II: 1985, 1986, 1987, 1988, 1994, 1995, 1996, 1998, 1999, 2008).

## Instalaciones deportivas
- Moody Coliseum es el pabellón donde disputan sus partidos los equipos de baloncesto. Tiene una capacidad para 4.600 espectadores, y fue inaugurado en 1968.[1]
- Anthony Field at Wildcat Stadium, es el estadio donde disputa sus encuentros el equipo de fútbol americano. Fue inaugurado en 2017 y tiene una capacidad para 12.000 espectadores.[2]